# Шольский, Владимир Борисович
Владимир Борисович Шольский (род. 5 февраля 1985, Новосибирск) — российский спортсмен, пауэрлифтер. Чемпион мира IPF (2011), чемпион России (2009—2011), мастер спорта международного класса.

## Биография
Родился в Октябрьском районе Новосибирска 5 февраля 1985 года. В 2002 году окончил новосибирскую школу № 185, в 2007 году — Сибирский государственный университет телекоммуникаций и информатики (факультет радиосвязи, радиовещания и телевидения). В 2010 году завершил обучение в аспирантуре без предоставления диссертации (научный руководитель профессор В. И. Сединин). С 2010 года соискатель (руководитель к. т. н. А. В. Микушин). В 2013—2022 председатель цехового комитета экспериментального производства, профсоюзной организации Института ядерной физики им. Г. И. Будкера Сибирского отделения РАН. С 2024 года работает главным механиком ИЯФ СО РАН. Жена — Косарева Олеся Александровна. Сын-Шольский Ермолай Владимирович.
С 2000 года начал заниматься пауэрлифтингом (силовое троеборье) под руководством Александра Николаевича Ерлина. В 2007 году получил приглашение от Виктора Голубева выступать за бердский СК «Кристалл» (второй тренер А. И. Сбоев). В 2008 году выиграл в ЮАР чемпионат мира среди юниоров. C 2009 г. член сборной команды России по пауэрлифтингу. В 2009 году стал победителем на своём первом чемпионате России среди мужчин. В 2010 году занял второе место на чемпионате мира по версии International Powerlifting Federation, проиграв украинцу Михаилу Буланому, а спустя год в Пльзени стал чемпионом мира IPF в весовой категории до 93 килограммов. В 2014 году открыл спортивную секцию по пауэрлифтингу при поддержке профсоюзного комитета Института ядерной физики Сибирского отделения РАН, председатель секции по пауэрлифтингу в ПК ИЯФ СО РАН https://profcombinp.ru/pauerlifting/ .

### Результаты участия в соревнованиях
| Год                 | Соревнование                                       | Место проведения  | Присед  | Жим   | Тяга  | Сумма | Место    | Личный вес |
| ------------------- | -------------------------------------------------- | ----------------- | ------- | ----- | ----- | ----- | -------- | ---------- |
| 2003, 07—08 авг     | Чемпионат России среди девушек и юношей            | Приозерск         | 272.5nt | 150   | 260   | 682.5 | 1 место  | 74.65      |
| 2003, 24—28 сен     | Чемпионат мира IPF среди юношей и девушек          | Нью-Дели          | 265     | 147.5 | 270.5 | 682.5 | 1 место  | 74.50      |
| 2004, 15—18 апр     | Чемпионат России ФПР среди юниоров                 | Приозерск         | 295     | 175   | 295   | 765   | 5 место  | 74.00      |
| 2005, 31 мар—03 апр | Чемпионат России ФПР среди юниоров                 | Кемерово          | 335     | 202.5 | 300   | 837.5 | 4 место  | 81.60      |
| 2006, 27—29 янв     | Зональный чемпионат Сибирского Федерального округа | Ленинск-Кузнецкий | 345     | 205   | 295   | 845   | 1 место  | 82.20      |
| 2007, 18—22 апр     | Чемпионат России ФПР среди юниоров                 | Сергиев Посад     | 310     | 182.5 | 282.5 | 775   | 3 место  | 74.70      |
| 2007, 08—12 авг     | Кубок России                                       | Москва            | 300     | 190   | 277.5 | 767.5 | 10 место |            |
| 2007, 03—07 окт     | Чемпионат России среди студентов                   | Владимир          | 320     | 225   | 292.5 | 837.5 | 3 место  | 81.90      |
| 2008, 23—26 апр     | Чемпионат России ФПР среди юниоров                 | Бердск            | 375     | 225   | 295   | 895   | 1 место  | 88.80      |
| 2008, 01—06 сен     | Чемпионат мира IPF среди юниоров                   | Почефструм        | 370     | 227.5 | 307.5 | 905   | 1 место  | 88.66      |
| 2009, 10—15 мар     | Чемпионат России ФПР                               | Владимир          | 380     | 230   | 310   | 920   | 1 место  | 88.30      |
| 2010, 16—21 фев     | Чемпионат России                                   | Челябинск         | 387.5nr | 237.5 | 310   | 935   | 1 место  | 89.70      |
| 2010, 08—13 ноя     | Чемпионат мира IPF                                 | Почефструм        | 365     | 247.5 | 317.5 | 930   | 2 место  | 89.62      |
| 2011, 15—19 фев     | Чемпионат России ФПР                               | Бердск            | 390     | 245   | 330   | 965   | 1 место  | 90.35      |
| 2011, 08—13 ноя     | Чемпионат мира IPF                                 | Пльзень           | 385     | 260   | 320   | 965   | 1 место  | 92.15      |